# Gestão de transporte
É a gestão da movimentação física de pessoas e bens entre pontos diferentes. A gestão de transporte utiliza sistemas avançados de comunicação e informação, o que permite a recolha de dados que servem para melhorar as operações de veículos e instalações. Outras atividades importantes, relacionadas com a gestão de transporte, são o planejamento e calendarização do transporte e a gestão do pessoal (Chowdhury et al., 2003, p. 42). O processo de planeamento do transporte deve ser sistemático e bem definido de forma a permitir às diversas entidades o desenvolvimento de ações que vão de encontro às expectativas para o sistema de transportes (Rose et al., 2005, p. 12).

## Sistemas de gestão de transporte

Animação de sistema de transporte

Os sistemas de transporte não apresentam uma definição exata. Existem várias caracterizações para os sistemas de transporte de acordo com o tipo de transporte utilizado ou a infra-estrutura do mesmo. Uma definição utilizada passa por se considerar que existem múltiplos tipos de transporte, sendo cada um deles definido como um sistema isolado. Contudo, é usual categorizar os sistemas de transporte em duas classes distintas: sistemas de transporte físico e sistemas de transporte relacionados com o transporte de informação por meio de cabos ou via wireless.
Alguns tipos de transporte podem ser vistos como uma combinação entre a parte física do sistema e os inputs de informação que permitem a realização da atividade de transporte (Button et al., 2001, p. 2-3).
O transporte é um elemento importante no desenvolvimento da economia de um país, tendo os seus sistemas de gestão sofrido mudanças ao longo do tempo (Button et al., 2001, p. 1).
Os sistemas de gestão de transporte, numa fase inicial do seu desenvolvimento, eram utilizados para aumentar a capacidade das redes de estradas. Estes processos apresentavam um custo muito baixo (Button et al., 2001, p. 15).
Por forma a avaliar se uma determinada rede de gestão de transporte é viável, são utilizados alguns factores que permitem a caracterização do mesmo (Singh, 1998, p. 3):
- Análise de custos;
- Receitas e eficiência dos serviços;
- Produtividade.

A gestão em tempo real é assegurada através do uso de sistemas de gestão de transporte avançados, que permitem uma maior eficiência no planeamento, calendarização e monitorização da localização do veículo. Este tipo de gestão traz benefícios para os condutores de transportes, empresas empregadoras e à comunidade em geral, na medida em que diminui os custos e congestionamento do tráfego, melhora a segurança da população em geral e proporciona um melhor nível de serviço aos empregados [carece de fontes?].

## Problemas dos sistemas de gestão de transporte

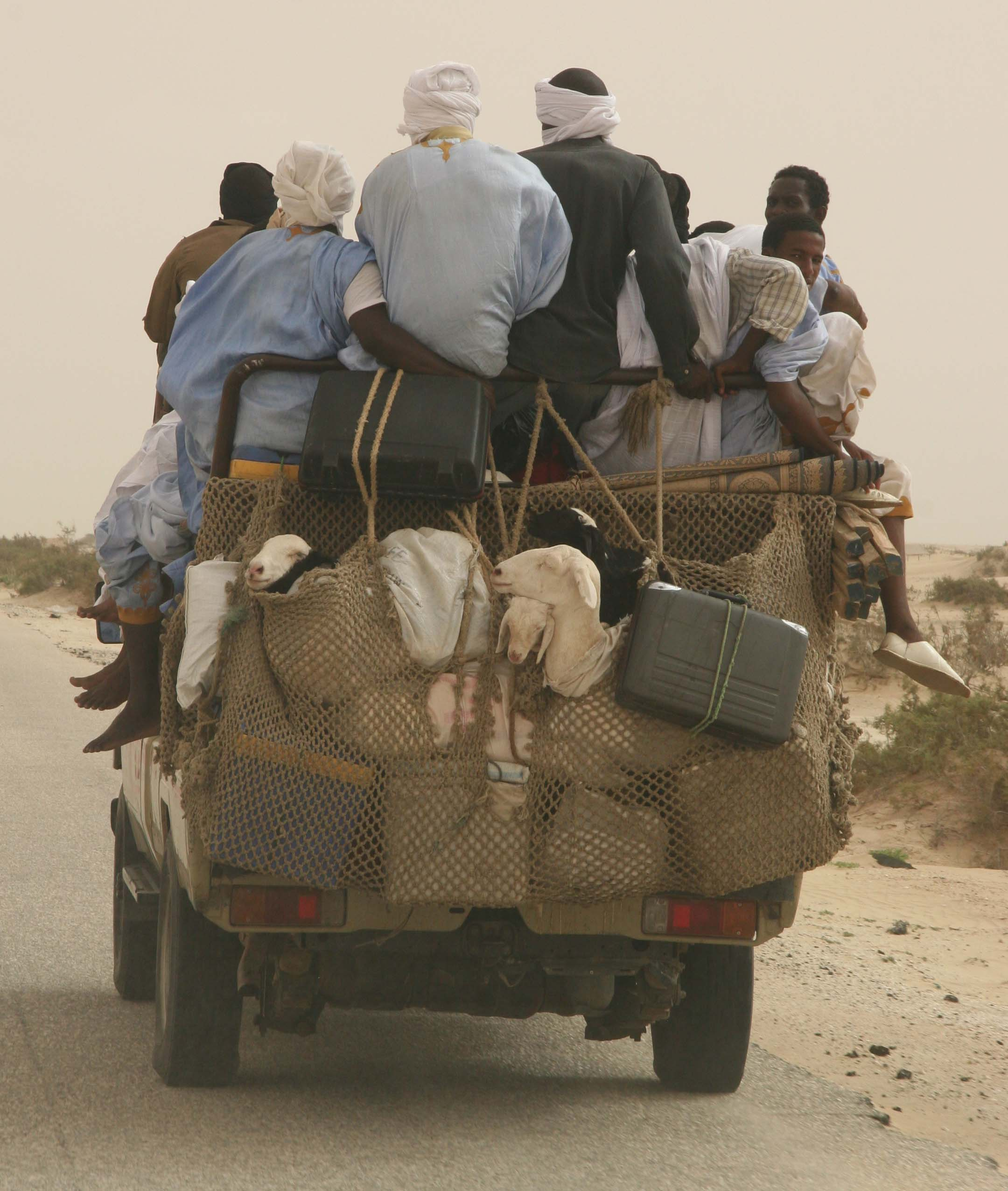
Exemplo de um deficiente sistema de transporte na Mauritânia, África

Os problemas relacionados com os transportes têm-se tornado cada vez mais vastos e graves, tanto nos países industrializados como nos países em vias de desenvolvimento. O aumento do tráfego rodoviário e na procura dos transportes resulta num congestionamento das vias, atraso nos horários e problemas ambientais devido à poluição. O crescimento económico originou níveis de procura que ultrapassam a capacidade das instalações de apoio de transportes.
Estes problemas não tendem a desaparecer num futuro próximo. É necessário portanto um maior esforço na melhoria das formas de transporte urbano e regional (Dios Ortúzar et al., 2001, p. 3).

### Procura
A procura por serviços de transporte é altamente qualitativa e diferenciada. Existe uma grande procura por transportes que é diferenciada pela hora do dia, dia da semana, objectivo da viagem, tipo de carga a transportar ou ainda a frequência das viagens a realizar. Um serviço de transporte que não forneça estes atributos pode ser desnecessário. Estas características fazem com que a análise e a previsão da procura seja algo difícil de avaliar.
Para se perceber o processamento da procura pelos serviços de transporte é necessário conhecer a maneira pela qual as instalações que providenciam o serviço se encontram distribuídas, em ambos os contextos urbano e regional. Um bom sistema de transporte explora e aproveita a oportunidade de satisfazer esta situação (Dios Ortúzar et al., 2001, p. 3-4).

### Oferta
Um serviço de transporte deve ser utilizado no momento do seu pedido, ou então o benefício perder-se-à. Esta razão torna bastante importante prever a procura com a maior fiabilidade possível por forma a salvaguardar recursos. Muitas das características dos sistemas de transporte derivam da sua natureza. Um sistema de transporte requer uma infra-estrutura e um número de unidades móveis, que serão os veículos. É através da combinação destes factores que é possível existir o movimento de pessoas e bens.
O investimento realizado nas instalações é moroso, pois são normalmente projetos de grande dimensão. A construção de uma instalação de serviços de transporte pode levar entre cinco a quinze anos, consoante a dimensão pretendida, desde a fase de planeamento até à fase de implementação (Dios Ortúzar et al., 2001, p. 5).

## Gestão de transporte[1]
Nas empresas utilizam-se variados tipos de gestão de transporte, consoante o transporte utilizado pela mesma.

### Transporte rodoviário de mercadorias
Considerado um tipo de transporte importante e bastante utilizado nas operações de logística, o transporte de mercadorias por via rodoviária assenta em alguns pontos fulcrais para o seu correto modo de ação. É importante definir a operação de transporte, o seu planeamento, documentação e custos associados.
A seleção do veículo a utilizar, os sistemas de informação e a gestão de frotas no caso em que se utilize, são também aspectos importantes a considerar. A programação da distribuição é ainda um aspecto importante na gestão de transporte rodoviário de mercadorias.
Existem dois tipos de gestão de transporte bastante utilizados em vários sectores da sociedade, sendo eles o sistema de gestão de transporte inbound e o sistema de gestão de transporte outbound.

### Inbound
Este tipo de gestão caracteriza-se por ser um tipo de gestão onde o fluxo de componentes é feito a partir dos fornecedores, e portanto também se pode denominar por sistema de gestão de entrada.
Alguns serviços caracterizados como serviços de gestão inbound são:
- Just-in-time para fornecedores de grandes dimensões;
- Milk Run para fornecedores com tempos de entrega menos críticos;
- Serviços de consolidação;
- Controle da qualidade.

### Outbound
Em contraposição ao sistema de gestão de transporte inbound, existe o sistema de gestão de transporte outbound ou de chegada. Este sistema tem como base a condensação do fluxo de todos os produtos numa única fonte, que pode ser uma fábrica, um armazém ou outro local próprio para o efeito.
Existem serviços conotados com esta definição, sendo eles:
- Frotas dedicadas;
- Transporte de Urgência / Expresso;
- Transporte especializado.

## Gestão administrativa
A componente financeira é um aspecto importante a considerar quando se implementa um sistema de gestão de transporte. Destacam-se alguns conceitos de extrema importância para uma boa implementação deste tipo de gestão (Cambridge et al., 2006, p. 5):
- Devem-se traçar objetivos bem definidos, por forma às decisões tomadas terem um impacto positivo na performance e qualidade dos serviços que vão de encontro às necessidades dos clientes;
- As decisões a tomar durante o processo devem ter em atenção os custos e as consequências sobre as medidas de performance;
- As medidas de performance devem ser monitorizadas for forma a fornecer um feedback relativamente ao investimento realizado e ao serviço prestado.

### Planejamento
O planejamento deve incidir sobre todas as áreas afetadas à gestão do transporte. A responsabilidade dos gestores passa por assegurar um correto planeamento das operações a realizar, controlar o aspecto financeiro e tecnológico, assegurando um bem-estar entre as pessoas e sem descurar a componente ambiental associada. Pode-se, então, definir alguns aspectos fundamentais no planeamento da gestão de transporte (Banister, 2002, p. 238):

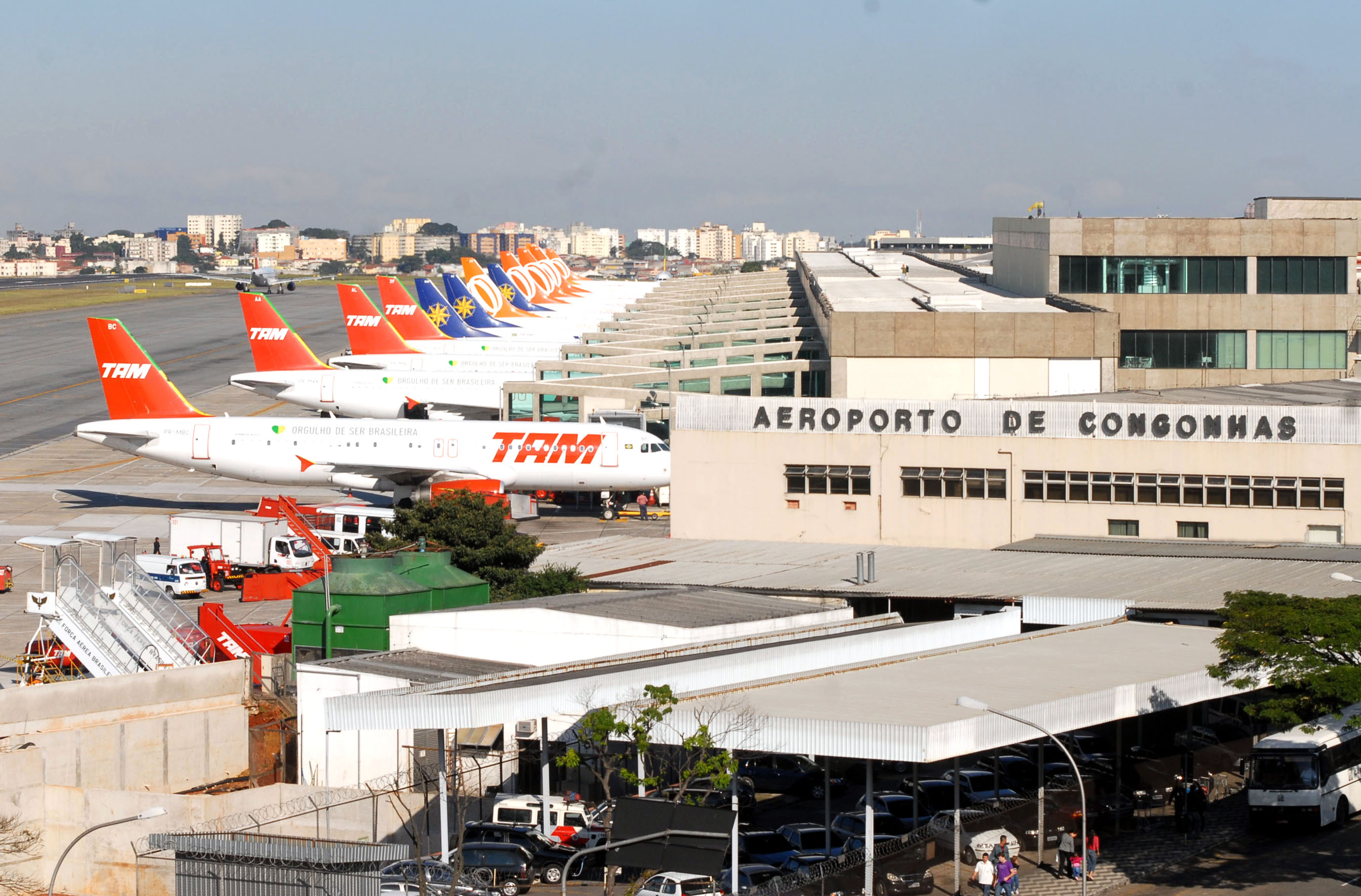
Exemplo de uma plataforma de apoio ao transporte, neste caso o Aeroporto de Congonhas, Brasil

- crescimento econômico sustentável;
- ambiente e saúde pública;
- satisfação das necessidades sociais e humanas.